# Dunston : Panique au palace
Dunston : Panique au palace ou Mon ami Dunston (Dunston Checks In), ou encore Drôle de singe au Québec, est un film américain réalisé par Ken Kwapis, sorti en 1996.

## Fiche technique
- Titre : Dunston : Panique au palace
- Titre alternatif : Mon ami Dunston
- Titre original : Dunston Checks In
- Réalisation : Ken Kwapis
- Scénario : John Hopkins[réf. nécessaire] et Bruce Graham
- Musique : Miles Goodman
- Costumes : Alina Panova
- Pays d'origine : États-Unis
- Format : Couleurs - 1,33:1
- Genre : Comédie, aventure
- Durée : 88 minutes
- Date de sortie : 	12 janvier 1996

## Distribution
- Jason Alexander (VF : Renaud Marx) : Robert Grant
- Faye Dunaway (VF : Annie Bertin) : Mrs. Dubrow
- Eric Lloyd (VF : Hervé Grull) : Kyle Grant
- Rupert Everett (VF : Jean-Daniel Nicodeme) : Lord Rutledge
- Graham Sack (VF : Alexis Tomassian) : Brian Grant
- Paul Reubens (VF : Philippe Peythieu) : Buck LaFarge
- Glenn Shadix (VF : Patrick Préjean) : Lionel Spalding
- Lois De Banzie (VF : Nicole Favart) : Mrs. Winthrop
- Nathan Davis (VF : Teddy Billis) : Victor Dubrow
- Natalie Core (VF : Anne-Marie Haudebourg) : Mrs. Feldman
- Michelle Bonilla (VF : Virginie Ogouz) : Consuelo
- Bree Turner : Française
- Karen Maruyama : Opératrice de téléphone
- Paula Malcomson
- Jim Ishida
- Bob Bergen : voix
- Frank Welker : voix
- Sam : Dunston
- Jennifer Bassey (VF : Monique Thierry) : Mrs Dellacroce